# 83 Tauri
83 Tauri är en misstänkt variabel i Oxens stjärnbild.
83 Tau har visuell magnitud +5,4 och varierar utan fastställd amplitud eller periodicitet.